# Zbigniew Cebulak
Zbigniew Cebulak (ur. 17 lutego 1929 w Chełmży, zm. 22 kwietnia 2007 tamże) – polski bokser.
Naukę boksu rozpoczął w 1946 roku, w klubie Legia Chełmża. W tym samym roku, wywalczył tytuł mistrza Polski juniorów w kategorii półśredniej. Sukces ten powtórzył jeszcze w 1947 i 1948 roku, walcząc w wadze średniej, tym samym stał się pierwszym zawodnikiem, który zdobył trzykrotne mistrzostwo juniorów. Będąc utalentowanym pięściarzem, z którym wiązano spore nadzieje w 1949 roku, zadebiutował w pierwszej reprezentacji Polski. Odbywając służbę wojskową w klubie CWKS Warszawa, wywalczył w mistrzostwach Polski w 1951 roku, brązowy medal w kategorii średniej. Z ringiem pożegnał się w 1952 roku, gdzie dość niespodziewanie wskutek kontuzji zakończył karierę sportową. Podczas niej stoczył 180 walk, z czego 142 wygrał, 10 zremisował i 28 przegrał. Kończąc kursy instruktorskie i trenerskie, przez 20 lat pracował trenując w Stali Mielec, a następnie szkolił pięściarzy w Avii Świdnik i Carbo Gliwice.